# Josh Bostic
Josh Bostic (Columbus, 12 maggio 1987) è un ex cestista e allenatore di pallacanestro statunitense, professionista nella NBDL e in Europa.